# Aneomochtherus hybopygus
Aneomochtherus hybopygus là một loài ruồi trong họ Asilidae. Aneomochtherus hybopygus được Tsacas miêu tả năm 1968. Loài này phân bố ở vùng Cổ Bắc giới.